# Arizzano
Arizzano este o comună din provincia Verbano-Cusio-Ossola, Italia. În 2011 avea o populație de 2.041 de locuitori.

## Demografie
Arizzano - evoluția demografică

|  | Graficele sunt indisponibile din cauza unor probleme tehnice. Mai multe informații se găsesc la Phabricator și la wiki-ul MediaWiki. |

Date: Recensăminte sau birourile de statistică - grafică realizată de Wikipedia